# Temporada 1997-98 de los Cleveland Cavaliers
La temporada 1997-98 fue la vigesimoctava de los Cleveland Cavaliers en la NBA. La temporada regular acabó con 47 victorias y 38 derrotas, ocupando el sexto puesto de la conferencia Este, clasificándose para los playoffs, en los que cayeron en primera ronda ante Indiana Pacers.

## Elecciones en elDraft
| Ronda | Puesto | Jugador          | Posición | Nacionalidad   | Universidad/Club |
| ----- | ------ | ---------------- | -------- | -------------- | ---------------- |
| 1     | 13     | Derek Anderson   | Escolta  | Estados Unidos | Kentucky         |
| 1     | 16*    | Brevin Knight    | Base     | Estados Unidos | Stanford         |
| 2     | 45     | Cedric Henderson | Alero    | Estados Unidos | Memphis          |

## Temporada regular
| División Central      | División Central | División Central | División Central | División Central | División Central | División Central | División Central | División Central |
| Equipo                | G                | P                | %                | PD               | Casa             | Fuera            | Div              |                  |
| --------------------- | ---------------- | ---------------- | ---------------- | ---------------- | ---------------- | ---------------- | ---------------- | ---------------- |
| y-Chicago Bulls       | 62               | 20               | .756             | –                | 37–4             | 25–16            | 21–7             |                  |
| x-Indiana Pacers      | 58               | 24               | .707             | 4                | 32–9             | 26–15            | 19–9             |                  |
| x-Charlotte Hornets   | 51               | 31               | .622             | 11               | 32–9             | 19–22            | 16–12            |                  |
| x-Atlanta Hawks       | 50               | 32               | .610             | 12               | 29–12            | 21–20            | 19–9             |                  |
| x-Cleveland Cavaliers | 47               | 35               | .573             | 15               | 27–14            | 20–21            | 14–14            |                  |
| Detroit Pistons       | 37               | 45               | .451             | 25               | 25–16            | 12–29            | 12–16            |                  |
| Milwaukee Bucks       | 36               | 46               | .439             | 26               | 21–20            | 15–26            | 9–19             |                  |
| Toronto Raptors       | 16               | 66               | .195             | 46               | 9–32             | 7–34             | 2–26             |                  |

## Playoffs

### Primera ronda
Indiana Pacers  vs. Cleveland Cavaliers
| Fecha       | Partido                                    | Ciudad    |
| ----------- | ------------------------------------------ | --------- |
| 23 de abril | Indiana Pacers 106, Cleveland Cavaliers 77 | Indiana   |
| 25 de abril | Indiana Pacers 92, Cleveland Cavaliers 86  | Indiana   |
| 27 de abril | Cleveland Cavaliers 86, Indiana Pacers 77  | Cleveland |
| 30 de abril | Cleveland Cavaliers 74, Indiana Pacers 80  | Cleveland |
|             | Indiana Pacers gana las series 3-1         |           |

## Estadísticas

### Temporada regular
| Rk | Jugador            | Edad | Pos. | P  | PT | MP   | TC  | TCI  | %TC  | T3  | T3I | %T3  | TL  | TLI | %TL   | RO  | RD  | RT  | AS  | RB  | TAP | BP  | FP  | PTS  |
| -- | ------------------ | ---- | ---- | -- | -- | ---- | --- | ---- | ---- | --- | --- | ---- | --- | --- | ----- | --- | --- | --- | --- | --- | --- | --- | --- | ---- |
| 1  | Wesley Person      | 26   | SG   | 82 | 82 | 39.0 | 5.4 | 11.7 | .460 | 2.3 | 5.5 | .430 | 1.6 | 2.1 | .776  | 0.8 | 3.6 | 4.4 | 2.3 | 1.6 | 0.6 | 1.3 | 1.3 | 14.7 |
| 2  | Shawn Kemp         | 28   | PF   | 80 | 80 | 34.6 | 6.5 | 14.6 | .445 | 0.0 | 0.1 | .250 | 5.1 | 7.0 | .727  | 2.7 | 6.6 | 9.3 | 2.5 | 1.4 | 1.1 | 3.4 | 3.9 | 18.0 |
| 3  | Brevin Knight      | 22   | PG   | 80 | 76 | 31.0 | 3.3 | 7.4  | .441 | 0.0 | 0.1 | .000 | 2.5 | 3.1 | .801  | 0.8 | 2.3 | 3.2 | 8.2 | 2.5 | 0.2 | 2.4 | 3.4 | 9.0  |
| 4  | Cedric Henderson   | 22   | SF   | 82 | 71 | 30.8 | 4.2 | 8.8  | .480 | 0.0 | 0.0 | .000 | 1.7 | 2.3 | .716  | 0.9 | 3.1 | 4.0 | 2.0 | 1.2 | 0.5 | 2.0 | 2.9 | 10.1 |
| 5  | Zydrunas Ilgauskas | 22   | C    | 82 | 81 | 29.0 | 5.5 | 10.7 | .518 | 0.0 | 0.0 | .250 | 2.8 | 3.7 | .762  | 3.4 | 5.4 | 8.8 | 0.9 | 0.6 | 1.6 | 1.8 | 3.5 | 13.9 |
| 6  | Derek Anderson     | 23   | SF   | 66 | 13 | 27.9 | 3.6 | 8.9  | .408 | 0.3 | 1.3 | .202 | 4.2 | 4.8 | .873  | 0.8 | 2.0 | 2.8 | 3.4 | 1.3 | 0.2 | 1.9 | 2.1 | 11.7 |
| 7  | Bob Sura           | 24   | SG   | 46 | 4  | 20.5 | 1.9 | 5.0  | .377 | 0.4 | 1.3 | .317 | 1.6 | 2.8 | .565  | 0.5 | 1.5 | 2.0 | 3.7 | 1.0 | 0.2 | 2.0 | 2.5 | 5.8  |
| 8  | Vitaly Potapenko   | 22   | C    | 80 | 0  | 17.7 | 2.9 | 6.1  | .480 | 0.0 | 0.0 | .000 | 1.3 | 1.8 | .708  | 1.4 | 2.5 | 3.9 | 0.7 | 0.3 | 0.4 | 1.7 | 2.5 | 7.1  |
| 9  | Danny Ferry        | 31   | PF   | 69 | 3  | 15.0 | 1.6 | 4.1  | .395 | 0.5 | 1.4 | .333 | 0.5 | 0.6 | .800  | 0.3 | 1.3 | 1.7 | 0.9 | 0.4 | 0.2 | 0.8 | 1.7 | 4.2  |
| 10 | Mitchell Butler    | 27   | SG   | 18 | 0  | 11.4 | 0.8 | 2.6  | .319 | 0.1 | 0.3 | .167 | 0.3 | 0.6 | .600  | 0.3 | 0.9 | 1.2 | 1.0 | 0.4 | 0.0 | 0.4 | 1.4 | 2.1  |
| 11 | Carl Thomas        | 28   | SG   | 29 | 0  | 9.4  | 0.9 | 2.4  | .386 | 0.5 | 1.3 | .395 | 0.3 | 0.4 | .615  | 0.2 | 1.1 | 1.3 | 0.3 | 0.6 | 0.2 | 0.4 | 0.9 | 2.7  |
| 12 | Greg Graham        | 27   | SG   | 6  | 0  | 9.3  | 1.2 | 2.0  | .583 | 0.0 | 0.5 | .000 | 0.3 | 0.3 | 1.000 | 0.0 | 0.2 | 0.2 | 1.0 | 0.2 | 0.0 | 1.7 | 1.2 | 2.7  |
| 13 | Scott Brooks       | 32   | PG   | 43 | 0  | 7.3  | 0.7 | 1.5  | .424 | 0.1 | 0.3 | .455 | 0.4 | 0.5 | .900  | 0.1 | 0.6 | 0.7 | 1.1 | 0.4 | 0.1 | 0.3 | 0.6 | 1.8  |
| 14 | Tony Dumas         | 25   | SG   | 7  | 0  | 6.7  | 0.9 | 1.7  | .500 | 0.3 | 0.6 | .500 | 0.0 | 0.4 | .000  | 0.1 | 0.6 | 0.7 | 0.7 | 0.0 | 0.0 | 0.7 | 0.7 | 2.0  |
| 15 | Henry James        | 32   | PF   | 28 | 0  | 5.9  | 0.9 | 2.1  | .407 | 0.4 | 0.9 | .440 | 0.8 | 0.8 | .955  | 0.1 | 0.5 | 0.5 | 0.2 | 0.0 | 0.0 | 0.4 | 0.9 | 2.9  |
| 16 | Shawnelle Scott    | 25   | C    | 41 | 0  | 4.6  | 0.4 | 0.9  | .444 | 0.0 | 0.0 |      | 0.3 | 0.4 | .667  | 0.5 | 1.0 | 1.4 | 0.2 | 0.1 | 0.2 | 0.2 | 1.1 | 1.1  |

### Playoffs
| Rk | Jugador            | Edad | Pos. | P | PT | MP   | TC  | TCI  | %TC  | T3  | T3I | %T3  | TL  | TLI  | %TL   | RO  | RD  | RT   | AS  | RB  | TAP | BP  | FP  | PTS  |
| -- | ------------------ | ---- | ---- | - | -- | ---- | --- | ---- | ---- | --- | --- | ---- | --- | ---- | ----- | --- | --- | ---- | --- | --- | --- | --- | --- | ---- |
| 1  | Cedric Henderson   | 22   | SF   | 4 | 4  | 39.3 | 2.8 | 7.0  | .393 | 0.0 | 0.3 | .000 | 2.0 | 3.3  | .615  | 1.0 | 3.3 | 4.3  | 2.8 | 1.5 | 0.0 | 3.3 | 3.5 | 7.5  |
| 2  | Shawn Kemp         | 28   | PF   | 4 | 4  | 38.0 | 8.3 | 17.8 | .465 | 0.0 | 0.0 |      | 9.5 | 11.3 | .844  | 4.0 | 6.3 | 10.3 | 2.0 | 1.3 | 1.0 | 4.0 | 3.0 | 26.0 |
| 3  | Zydrunas Ilgauskas | 22   | C    | 4 | 4  | 36.8 | 7.0 | 12.3 | .571 | 0.0 | 0.0 |      | 3.3 | 6.3  | .520  | 3.5 | 4.0 | 7.5  | 0.5 | 0.5 | 1.3 | 2.5 | 5.5 | 17.3 |
| 4  | Wesley Person      | 26   | SG   | 4 | 4  | 34.0 | 2.8 | 7.3  | .379 | 1.8 | 4.8 | .368 | 0.8 | 1.0  | .750  | 0.5 | 1.8 | 2.3  | 2.5 | 0.8 | 0.0 | 0.3 | 1.3 | 8.0  |
| 5  | Brevin Knight      | 22   | PG   | 4 | 4  | 33.0 | 1.5 | 5.3  | .286 | 0.0 | 0.0 |      | 1.5 | 2.5  | .600  | 0.0 | 4.0 | 4.0  | 5.8 | 2.5 | 0.3 | 2.0 | 4.0 | 4.5  |
| 6  | Derek Anderson     | 23   | SF   | 4 | 0  | 25.8 | 2.5 | 5.5  | .455 | 0.0 | 0.0 |      | 5.8 | 6.5  | .885  | 0.0 | 2.3 | 2.3  | 2.8 | 1.3 | 0.3 | 3.0 | 2.5 | 10.8 |
| 7  | Vitaly Potapenko   | 22   | C    | 4 | 0  | 17.5 | 1.5 | 3.8  | .400 | 0.0 | 0.0 |      | 1.3 | 2.5  | .500  | 0.8 | 2.0 | 2.8  | 0.8 | 0.5 | 0.0 | 1.5 | 2.0 | 4.3  |
| 8  | Carl Thomas        | 28   | SG   | 1 | 0  | 11.0 | 0.0 | 1.0  | .000 | 0.0 | 0.0 |      | 2.0 | 3.0  | .667  | 1.0 | 0.0 | 1.0  | 0.0 | 0.0 | 0.0 | 0.0 | 2.0 | 2.0  |
| 9  | Bob Sura           | 24   | SG   | 3 | 0  | 10.3 | 0.3 | 1.7  | .200 | 0.0 | 0.7 | .000 | 0.7 | 1.0  | .667  | 0.0 | 1.0 | 1.0  | 1.3 | 0.3 | 0.0 | 0.7 | 1.3 | 1.3  |
| 10 | Scott Brooks       | 32   | PG   | 1 | 0  | 8.0  | 0.0 | 1.0  | .000 | 0.0 | 0.0 |      | 2.0 | 2.0  | 1.000 | 0.0 | 0.0 | 0.0  | 2.0 | 0.0 | 0.0 | 0.0 | 1.0 | 2.0  |
| 11 | Danny Ferry        | 31   | PF   | 3 | 0  | 3.3  | 0.0 | 0.7  | .000 | 0.0 | 0.7 | .000 | 0.0 | 0.0  |       | 0.0 | 0.3 | 0.3  | 0.0 | 0.0 | 0.0 | 0.0 | 0.3 | 0.0  |
| 12 | Shawnelle Scott    | 25   | C    | 1 | 0  | 3.0  | 1.0 | 2.0  | .500 | 0.0 | 0.0 |      | 0.0 | 0.0  |       | 0.0 | 0.0 | 0.0  | 0.0 | 0.0 | 1.0 | 1.0 | 0.0 | 2.0  |

## Galardones y récords
| Jugador            | Galardón                                |
| Zydrunas Ilgauskas | Mejor quinteto de rookies de la NBA     |
| Brevin Knight      | Mejor quinteto de rookies de la NBA     |
| Derek Anderson     | 2.º Mejor quinteto de rookies de la NBA |
| Cedric Henderson   | 2.º Mejor quinteto de rookies de la NBA |
| Shawn Kemp         | All-Star                                |